# Li Xuejiu
Li Xuejiu (in cinese: 李雪久S; Wugang, 7 novembre 1980) è un'ex sollevatrice cinese che ha gareggiato nella categoria dei pesi piuma (fino a 53 kg.).

## Carriera
Nel 2002 Li Xuejiu vinse la medaglia d'argento ai Campionati mondiali di Varsavia con 222,5 kg. nel totale, dietro alla nordcoreana Ri Song-hui (225 kg.). Durante questa competizione la cinese battè il record mondiale nella prova di slancio con 127,5 kg.
Nel 2003 Li Xuejiu vinse la medaglia d'oro ai Campionati asiatici di Qinhuangdao con 207,5 kg. nel totale.